# Ch-25

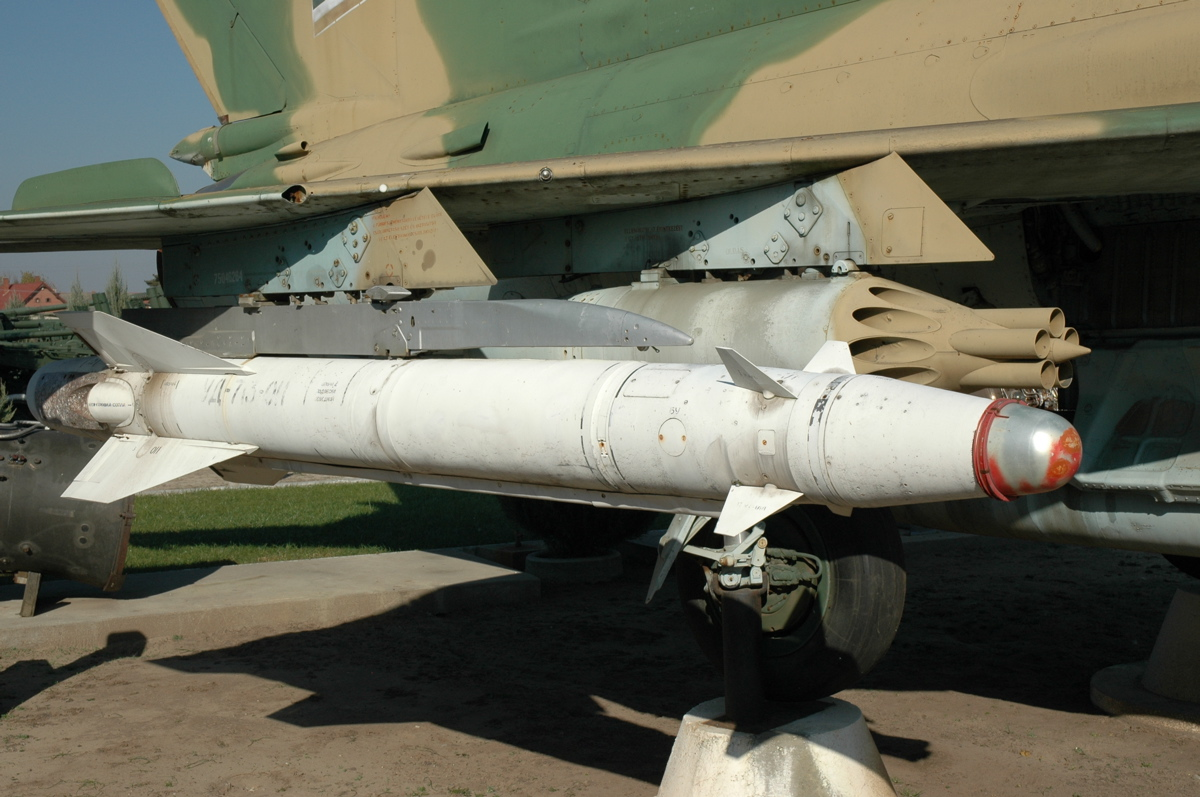
Ch-25ML

Ch-25 (v kódu NATO: "AS-10 Karen") je střela typu vzduch-země krátkého dosahu vyvinuta Sovětským svazem v konstrukční kanceláři Zvezda (v současnosti ruská společnost Zvezda-Strela). Je určena k ničení stacionárních a mobilních pozemních cílů.
Přestože je střela v ruském letectvu dodnes využívána, postupně ji doplňuje a nahrazuje modernější Ch-38M vyvinutá společností Raduga.

## Vznik a vývoj
Zkušenosti s prvními ruskými řízenými střelami "vzduch-země" (Ch-23 Grom) nebyly zcela uspokojivé. Kromě nízké přesnosti raketa Ch-23 výrazně zatěžovala pilota. Ten se totiž musel věnovat současně pilotování letadla, navádění střely a v případě nutnosti ještě provádět bojové manévry. Vědecko-technický pokrok v oblasti mikroelektroniky a optiky v první polovině 70. let 20. století umožnil posun také ve vývoji řízených střel.
Testování nové rakety Ch-25 bylo zahájeno v roce 1973, kdy bylo z letadel Su-7BM a Su-17M vystřeleno celkem 12 exemplářů. Jelikož výsledky byly z hlediska přesnosti neuspokojivé, testy dále pokračovaly pomocí Su-17M2, který měl sofistikovanější zaměřovací zařízení. K dalším odpalům došlo v průběhu roku 1974 a testovaly se střelby i z MiGu-23BK (MiG-27K). Raketa Ch-25 byla zařazena do výzbroje 3. února 1976 a vyráběla se do roku 1983. 13. srpna 1989 byly zavedeny její vylepšené verze Ch-25MP, Ch-25ML a Ch-25MR, které se vyráběly až do roku 1997.

## Konstrukce a vlastnosti
Od svého předchůdce (Ch-23) zdědila střela Ch-25 pouze vnější vzhled a aerodynamický design.
V přední části se nachází naváděcí systém - laserový, radiolokační, rádiově-povelový, optický TV nebo infračervený. Následuje řídící systém a za ní tříštivotrhavá bojová hlavice. V zadní části je umístěn raketový motor s bočními tryskami.

## Nasazení

### Sovětská válka v Afghánistánu
Od dubna 1986 bombardovaly sovětské Su-25 střelami Ch-25ML vchody do jeskyní, které využívaly afghánští mudžahedíni jako úkryty a sklady zbraní. Útoky byly prováděny z výšky až 8 km.

### Invaze Iráku do Kuvajtu
Na začátku invaze do Kuvajtu ztratil Irák letadla Su-22 a MiG-23 po zásahu raketami země-vzduch ze systému MIM-23B (I-Hawk). K potlačení kuvajtské protivzdušné obrany použilo irácké letectvo střely Ch-25MP vystřelené z letadel Su-22.

### Ruská intervence v Sýrii
V říjnu 2015 útočily ruské Su-24 na pozice militantů v Sýrii střelami Ch-25ML.

## Varianty
- 1. generace
  - Ch-25R: S rádiovým řízením, dosah 8 km. Představena v roce 1976.
  - Ch-25L: S poloaktivním laserovým naváděním, dosah 10 km.
  - Ch-25P: Protiradiolokační střela, kódové označení NATO: AS-12 Kegler.

- 2. generace
  - Ch-25MR: Vylepšená Ch-25R, dolet 8-12 km. Představena v roce 1981.
  - Ch-25ML: Modernizovaná Ch-25L, dolet 8-12 km.
  - Ch-25MT: S TV řízením, dosah 20 km.
  - Ch-25MTP: Verze s infračervenou hledací hlavou pro noční použití, dosah 20 km.

- 3. generace
  - Ch-25MA: S inerciálním a aktivním radarovým vyhledávačem v Ku-pásmu (18-40 GHz), dosah 40 km. Představena v roce 1999
  - Ch-25MAE: Exportní verze Ch-25MA.
  - Ch-25MS: S inerciálním ovládáním a přes GLONASS, dosah 40 km. Představena v roce 2005.
  - Ch-25MSE: Exportní verze Ch-25MS.

## Specifikace
|                                    | Ch-25                                                                 | Ch-25ML                                                               | Ch-25МR                                                               | Ch-25МP                                                               |
| ---------------------------------- | --------------------------------------------------------------------- | --------------------------------------------------------------------- | --------------------------------------------------------------------- | --------------------------------------------------------------------- |
| Výrobní označení                   | Izdělije 69                                                           | Izdělije 713                                                          | Izdělije 714                                                          | Izdělije 711 / Izdělije 712                                           |
| Rok zavedení do výzbroje           | 1976                                                                  | 1981                                                                  | 1981                                                                  | 1981                                                                  |
| Navádění                           | laserové                                                              | laserové                                                              | rádiově povelové                                                      | pasivní radiolokační                                                  |
| Motor                              | PRD-228                                                               | PRD-276                                                               | PRD-276                                                               | PRD-276                                                               |
| Efektivní dostřel minimální, km    | 3                                                                     | 3                                                                     | 3                                                                     | 3                                                                     |
| Efektivní dostřel maximální, km    | 7                                                                     | 10                                                                    | 10                                                                    | 40                                                                    |
| Kruhová odchylka, m                | 5-10                                                                  | 5-10                                                                  | do 0,5 - 1                                                            | do 0,5 - 1                                                            |
| Rychlost nosiče při odpalu, km / h | 700-1000                                                              | 700-1250                                                              | 700-1250                                                              | 700-1250                                                              |
| Minimální výška odpalu, km         | 0,5                                                                   | 0,05                                                                  | 0,05                                                                  | 0,05                                                                  |
| Maximální výška odpalu, km         | 4                                                                     | 5                                                                     | 5                                                                     | 12                                                                    |
| Maximální rychlost střely          | 850                                                                   | 870                                                                   | 860                                                                   | 920                                                                   |
| Délka, mm                          | 3750                                                                  | 3705                                                                  | 3830                                                                  | 4194/4294                                                             |
| Průměr, mm                         | 275                                                                   | 275                                                                   | 275                                                                   | 275                                                                   |
| Rozpětí křídel, mm                 | 820                                                                   | 755                                                                   | 755                                                                   | 755                                                                   |
| Hmotnost, kg                       | 320                                                                   | 299 ± 8                                                               | 320                                                                   | 315 ± 8                                                               |
| Bojová část                        | F25-1М Tříštivé - trhavá                                              | F27                                                                   | F27                                                                   | F27                                                                   |
| Hmotnost bojové části              | 112                                                                   | 86-90                                                                 | 140                                                                   | 86-90                                                                 |
| Závěsníky                          | APU-68, APU-68UМ, APU-68-85, APU-68UМ2, APU-68UМ3                     | APU-68, APU-68UМ, APU-68-85, APU-68UМ2, APU-68UМ3                     | APU-68, APU-68UМ, APU-68-85, APU-68UМ2, APU-68UМ3                     | APU-68, APU-68UМ, APU-68-85, APU-68UМ2, APU-68UМ3                     |
| Nosiče                             | Su-17, Su-24, Su-25, Su-27, MiG-27, MiG-29, MiG-31BМ, Ка-50 (Ch-25МL) | Su-17, Su-24, Su-25, Su-27, MiG-27, MiG-29, MiG-31BМ, Ка-50 (Ch-25МL) | Su-17, Su-24, Su-25, Su-27, MiG-27, MiG-29, MiG-31BМ, Ка-50 (Ch-25МL) | Su-17, Su-24, Su-25, Su-27, MiG-27, MiG-29, MiG-31BМ, Ка-50 (Ch-25МL) |

## Uživatelé

### Současní
- Alžírsko
- Rusko
- Indie
- Írán
- Severní Korea
- Ukrajina
- Vietnam

### Bývalí
- Sovětský svaz
- Maďarsko (možná stále aktivní)
- Polsko
- Česko
- Jugoslávie (v Srbsku možná aktivní)
- Irák